# Флиндерс-стрит (вокзал)

Вокзал Флиндерс-стрит в первой половине XX века

Вокзал Флиндерс-стрит (англ. Flinders Street Station) — центральная железнодорожная станция сети железных дорог местного сообщения в Мельбурне, Австралия. Располагается на углу улиц Флиндерс-стрит и Суонстон-стрит в центральной части города на берегу реки Ярра. Ежедневно станция обслуживает более 110 000 пассажиров и обеспечивает прохождение 1500 поездов.
Вокзал является популярным местом встречи. Среди жителей города распространено выражение «Встретиться под часами», что означает место встречи у главного входа в здание, над которым располагаются часы, показывающие время до отправления очередного поезда по каждой линии.

## История
Первая железнодорожная станция, располагавшаяся на месте вокзала, называлась Мельбурн или Городской терминал и представляла собой лишь несколько небольших деревянных строений. Она была построена в 1854 году и официально открыта 12 сентября лейтенант-губернатором, сэром Чарльзом Хотамом. Терминал был первой городской железнодорожной станцией в Австралии, и в день открытия с него отправился первый в истории страны поезд. Первая линия соединяла терминал со станцией Сандридж (в настоящее время Порт Мельбурн).
В 1882 году было решено построить новый вокзал на месте существовавших строений. В 1899 году был объявлен международный конкурс на лучший проект, в котором приняли участие 17 архитекторов. Первый приз в £500 достался победителям конкурса, которые предложили проект, включавший огромный купол и башню с часами. Работы по строительству начались в 1905 году и закончилась в 1910. Здание вокзала выстроено в стиле французского Ренессанса и дополняет архитектурный облик Мельбурна.
Ходили упорные слухи, что первоначально проект вокзала Флиндерс-стрит предназначался для вокзала в индийском городе Бомбей. Не существует никаких реальных доказательств этой гипотезы. Однако достоверно известно, что проект вокзала Флиндерс-стрит послужил в качестве прототипа для вокзала Лус в бразильском городе Сан-Паулу.
В здании располагается большое количество комнат, включая офисные помещения и бальный зал. Под куполом главного здания долгое время располагался детский сад с площадкой для игр, выходящей на крышу.
Первый электропоезд был отправлен с вокзала в 1919 году до станции Эссендон, а в 1926 году вокзал Флиндерс-стрит стал самым загруженным вокзалом в мире.
Во второй половине XX века первоначально расположенные на фасаде главного здания аналоговые часы были заменены цифровыми, однако под напором общественного мнения через некоторое время аналоговые часы вернулись на своё привычное место. Несмотря на свою славную историю, к 1970-м годам вокзал находился в запущенном состоянии. Существовали даже планы по разборке вокзала и строительству на его месте офисных зданий, однако, к счастью, им не суждено было воплотиться в жизнь.
В 1984 году на вокзале был начат ремонт, общая сметная стоимость которого составила $7 миллионов австралийских долларов. Были отремонтированы и улучшены платформы и добавлены окна в крышу над ними, открыт новый ресторан в южной части здания, примыкающей к реке. В 1985 году лестница главного входа была оснащена электрическим подогревом, для того чтобы она оставалась сухой в любую погоду. В 1990-х годах были установлены первые эскалаторы. Последние изменения были внесены в 2007 году.